# Старший лейтенант милиции
Старший лейтенант милиции — специальное звание старшего начальствующего состава милиции НКВД и МВД СССР в 1936—1943 годах. По рангу равнялось старшему лейтенанту государственной безопасности в НКВД, майору в РККА и капитану 3-го ранга в РККФ.
| младшее звание: Лейтенант милиции | Старший лейтенант милиции | старшее звание: Капитан милиции |

## История звания
Звание старшего лейтенанта милиции было введено Постановлением ЦИК СССР и СНК СССР от 26 апреля 1936 года, объявленным приказом НКВД № 157 от 5 мая 1936 года для личного состава органов рабоче-крестьянской милиции НКВД СССР.
Данная система просуществовала до 9 февраля 1943 года, когда Указом Президиума Верховного Совета СССР «О званиях начальствующего состава органов НКВД и милиции» были введены новые специальные звания, сходные с общевойсковыми.

## Знаки различия
Таблица 1.
| 1935 | 1939 | 1939 | 1943 | 1947 | 1958-1961 | 1958-1961 | 1958-1961 |
| ---- | ---- | ---- | ---- | ---- | --------- | --------- | --------- |
|      |      |      |      |      |           |           |           |

Таблица 2.
| 1965 | 1965 | 1965 | 1965 | 1969-1977 | 1969-1977 | 1969-1977 | 1969-1977 |
| ---- | ---- | ---- | ---- | --------- | --------- | --------- | --------- |
|      |      |      |      |           |           |           |           |

См. также
- Обер-лейтенант
- Поручик
- Старший лейтенант